# Errol Brown
Errol Brown Lester (ur. 11 grudnia 1943 w Kingston na Jamajce, zm. 6 maja 2015 na Bahamach) – jamajsko-brytyjski piosenkarz, wokalista grupy soul-funkowej Hot Chocolate.
Urodził się w Kingston na Jamajce, jako syn policjanta. W młodości emigrował wraz z matką do Wielkiej Brytanii, gdzie osiedli w Londynie. Jako wokalista, Brown debiutował coverem piosenki „Give Peace a Chance” z repertuaru Johna Lennona. W 1969 roku był współzałożycielem formacji Hot Chocolate, z którą wylansował jako wokalista między innymi przebój „You Sexy Thing”. Z zespołem rozstał się w 1987 roku; współpracował z innymi artystami oraz prowadził karierę solową.
Eroll Brown zmarł 6 maja 2015 roku w swoim domu na Bahamach. Artysta przegrał z nowotworem wątroby.